# Мајк Степовић
Мајкл Ентони Степовић (енгл. Michael Anthony Stepovich, Фербанкс, 12. март 1919 — Сан Дијего, 14. фебруар 2014) био је амерички правник и политичар српског порекла. Између 1957. и 1958. био је последњи територијални гувернер Аљаске, пре него што је 1959. добила статус савезне државе САД. Био је први гувернер једне територије САД српског порекла.

## Биографија
Рођен је 12. марта 1919. у Фербанксу. Син је Марка Стијеповића, Србина из Рисна, и Олге, Хрватице из Сутивана. Стијеповићи су једна од најстаријих породица данас у Рисну. Године 1892. отац му се преселио у Сједињене Америчке Државе. Родитељи су му се развели када је имао шест месеци, након чега га је мајка одвела у Портланд, где је одрастао уз њу и очуха. У Портланду је завршио основно и средње образовање, након чега се 1937. уписао на Универзитет у Портланду. Дипломирао је 1940. на Универзитету Гонзага, а потом 1943. и на Универзитету Нотр Дам.
Након што је стекао дипломи правника, пријавио се у Америчку ратну морнарицу. После три и по године служења војног рока, отпуштен је као чиновник треће класе. Након отпуштања 1947. године, вратио се на кратко у Портланд да би се удварао својој будућој супрузи Матилди Баричевић пре него што се преселио у Фербанкс на Аљасци. Имали су 13 деце. Њихова ћерка Нада је удата за НБА кошаркаша Џона Стоктона.
Супруга му је преминула 25. новембра 2003. Док је био у посети свом сину у Сан Дијегу, задобио је повреду главе услед пада. Преминуо је 14. фебруара 2014. након што је шест дана провео у болници. У време своје смрти, био је последњи живи бивши амерички гувернер који је напустио функцију 1950-их. Тело му је пребачено у Фербанкс. Дана 28. фебруара 2014. служен му је помен у Катедрали Светог Срца, након чега је уследила сахрана на гробљу Берч хил.